# Las Palmas de Medellín
Las Palmas de Medellín är en ort i Mexiko.   Den ligger i kommunen Medellín och delstaten Veracruz, i den sydöstra delen av landet, 300 km öster om huvudstaden Mexico City. Las Palmas de Medellín ligger 10 meter över havet och antalet invånare är 288.
Terrängen runt Las Palmas de Medellín är mycket platt. Havet är nära Las Palmas de Medellín åt nordost. Runt Las Palmas de Medellín är det mycket tätbefolkat, med 2 614 invånare per kvadratkilometer. Närmaste större samhälle är Veracruz, 9,0 km norr om Las Palmas de Medellín. 